# Zwei bärenstarke Typen
Zwei bärenstarke Typen (Originaltitel: italienisch Nati con la camicia) ist eine Filmkomödie und Agententhriller-Parodie mit Terence Hill und Bud Spencer aus dem Jahr 1983. Der Film erschien in Deutschland am 23. September 1983.

## Handlung
Der Herumtreiber Rosco Frazer und der vor kurzem aus der Haft entlassene Doug O’Riordan lernen sich bei einer von Frazer provozierten Schlägerei mit Truckern in einem Schnellimbiss kennen und fahren anschließend mit einem Lastwagen fort, wobei beide den jeweils anderen für den Besitzer des Lastwagens halten. Kurz darauf werden sie wegen Geschwindigkeitsüberschreitung angehalten. Da sich bei der Kontrolle durch die Polizei herausstellt, dass keiner der beiden Besitzer des Trucks ist, hält man sie für die seit langem gesuchten Lastwagendiebe. Dank Roscos Fähigkeiten als Bauchredner können sie die Polizisten täuschen und entkommen.
Doug würde lieber alleine flüchten, wird Rosco aber nicht los. Sie fahren mit dem Streifenwagen zum Flughafen, um unterzutauchen. Da der Flug nach Miami ausgebucht ist, geben sie sich als Steinberg und Mason aus, die über die Lautsprecheranlage mehrmals aufgefordert werden, ihre Tickets abzuholen – nicht ahnend, dass es sich dabei um zwei CIA-Agenten handelt. Im Flugzeug überreicht man ihnen daraufhin einen Koffer mit einer Million Dollar.
Nach diversen Pannen und Verwicklungen werden sie ins CIA-Hauptquartier zu „Tiger“, ihrem neuen Chef gebracht. Dieser überträgt ihnen den Auftrag, sich als reiche Texaner auszugeben. Das gelingt ihnen auch sehr gut und zu guter Letzt stöbern sie schließlich den größenwahnsinnigen Verbrecher „K1“ auf, der mit seiner K-Bombe das Verständnis der Menschheit für alle Zahlen auslöschen will. Sie legen ihm das Handwerk. Von ihren Vergünstigungen – auch dem Koffer mit der einen Million Dollar – haben sie letztlich nichts mehr, denn „Tiger“ hat das Geld übereifrig zurückgegeben. Lediglich ein Besuch beim Präsidenten der USA bleibt den Freunden übrig.

## Synchronisation
Für die Synchronfassung war Ivar Combrinck verantwortlich, der das Buch schrieb und auch Regie führte. Bei den meisten anderen Spencer/Hill-Filmen übernahmen das Karlheinz Brunnemann oder Rainer Brandt. Bud Spencer und Terence Hill wurden dennoch von ihren Stammsprechern synchronisiert. Combrinck ist in dem Film auch selbst als Radiosprecher, Kunde am Flughafenschalter und als Sprecher der Raumstation zu hören.
| Darsteller       | Rolle          | Synchronsprecher      |
| ---------------- | -------------- | --------------------- |
| Bud Spencer      | Doug O‘Riordan | Wolfgang Hess         |
| Terence Hill     | Rosco Frazer   | Thomas Danneberg      |
| Buffy Dee        | K1             | Herbert Weicker       |
| David Huddleston | Tiger          | Erik Schumann         |
| Riccardo Pizzuti | Mr. Spider     | Peter Böhlke          |
| Faith Minton     | Spiders Flamme | Ilona Wiedem          |
| Dan Rambo        | Agent Jeremy   | Fred Maire            |
| Susan Teesdale   | Barmädchen     | Eva Kinsky            |
| Dan Fitzgerald   | Rezeptionist   | Matthias von Stegmann |
| Woody Woodbury   | Agent          | Christian Marschall   |

## Wissenswertes
- Die Szenen auf dem Schiff, in denen Rosco und Doug gegen K1 kämpfen, wurden auf dem Kreuzfahrtschiff Carnivale der Carnival Cruise Lines gedreht, das mit Passagieren unterwegs war.
- In der Szene, nachdem das Auto der beiden Titelhelden explodiert ist, sieht man Spider und seine Frau noch im Auto sitzen; nachdem sie losgefahren sind. In der hinteren Fensterscheibe des Autos spiegelt sich kurz das Kamerateam.
- Running Gag des Filmes ist, dass Bud Spencer und Terence Hill als Agenten immer von den anderen Agenten gebeten werden, deren Missgeschicke, Verspätungen oder Fehler an ihre Vorgesetzten nicht zu melden bzw. in ihrem Bericht nicht zu erwähnen.
- In Tigers Büro gibt eine elektronische Weltkarte an der Wand Nachricht, wenn ein Agent getötet wurde. Der erste Todesfall wird kommentiert, es hätte „unseren Mann in Havanna“ erwischt – eine Anspielung auf den Film Unser Mann in Havanna.
- Der Dienstwagen, den Rosco und Doug bekommen, ist ein Continental Mark III Baujahr 1958.
- In Deutschland lockte der Film 1.674.363 Zuschauer in die Kinos.[2]

## Kritik
„Die altbekannte Handlung wird um mäßig komische Seitenhiebe auf die ‚James Bond‘-Serie erweitert. Zwar zurückhaltender mit dem üblichen Prügelklamauk, doch kaum einfallsreicher als frühere Spencer/Hill-Filme.“

## Veröffentlichungen auf DVD und Blu-ray
Der Film erschien am 21. August 2003 bei e-m-s new media auf DVD. 2009 folgte eine Neuauflage bei 3L mit verbesserter Bildqualität auf DVD. Am 17. Januar 2013 erschien der Film dann in HD-Qualität (vom italienischen Originalnegativ abgetastet) auf Blu-ray.